# Triclisia subcordata
Triclisia subcordata là một loài thực vật có hoa trong họ Biển bức cát. Loài này được Oliv. miêu tả khoa học đầu tiên năm 1868.